# Quarto Gabinete Kohl
| Cargo | Imagem    | Incumbente                                                  | Partido | Partido                  | Secretário de Estado Parlamentar e Ministro de Estado | Partido     |
| --- | --------- | ----------------------------------------------------------- | ------- | ------------------------ | --- | ----------- |
| Chanceler | zentriert | Helmut Kohl (* 1930)                                        |         | CDU                      | – | –           |
| Vice-Chanceler                                                                                                | zentriert | Hans-Dietrich Genscher (* 1927) bis 18. Mai 1992            |         | FDP                      | – | –           |
| Vice-Chanceler                                                                                                | zentriert | Jürgen W. Möllemann (1945–2003) bis 21. Januar 1993         |         | FDP                      | – | –           |
| Vice-Chanceler                                                                                                | zentriert | Klaus Kinkel (* 1936) ab 21. Januar 1993                    |         | FDP                      | – | –           |
| Ministro das Relações Exteriores                                                                              | zentriert | Hans-Dietrich Genscher bis 18. Mai 1992                     |         | FDP                      | Helmut Schäfer Ursula Seiler-Albring | FDP         |
| Ministro das Relações Exteriores                                                                              | zentriert | Klaus Kinkel ab 18. Mai 1992                                |         | FDP                      | Helmut Schäfer Ursula Seiler-Albring | FDP         |
| Ministro do Interior                                                                                          | zentriert | Wolfgang Schäuble (* 1942) bis 26. November 1991            |         | CDU                      | Horst Waffenschmidt Eduard Lintner | CDU CSU     |
| Ministro do Interior                                                                                          | zentriert | Rudolf Seiters (* 1937) bis 7. Juli 1993                    |         | CDU                      | Horst Waffenschmidt Eduard Lintner | CDU CSU     |
| Ministro do Interior                                                                                          |           | Manfred Kanther (* 1939) ab 7. Juli 1993                    |         | CDU                      | Horst Waffenschmidt Eduard Lintner | CDU CSU     |
| Ministro da Justiça                                                                                           | zentriert | Klaus Kinkel bis 18. Mai 1992                               |         | FDP (zunächst parteilos) | Reinhard Göhner bis 22. Januar 1993 Rainer Funke | CDU FDP     |
| Ministro da Justiça                                                                                           | zentriert | Sabine Leutheusser-Schnarrenberger (* 1951) ab 18. Mai 1992 |         | FDP                      | Reinhard Göhner bis 22. Januar 1993 Rainer Funke | CDU FDP     |
| Ministro das Finanças                                                                                         | zentriert | Theodor Waigel (* 1939)                                     |         | CSU                      | Manfred Carstens bis 22. Januar 1993 Jürgen Echternach Joachim Grünewald                                                                                          | CDU         |
| Ministro da Economia e Tecnologia                                                                             | zentriert | Jürgen W. Möllemann bis 21. Januar 1993                     |         | FDP                      | Klaus Beckmann bis 15. September 1992 Heinrich Leonhard Kolb Erich Riedl bis 22. Januar 1993 Reinhard Göhner                                                      | FDP CSU CDU |
| Ministro da Economia e Tecnologia                                                                             |           | Günter Rexrodt (1941–2004) ab 21. Januar 1993               |         | FDP                      | Klaus Beckmann bis 15. September 1992 Heinrich Leonhard Kolb Erich Riedl bis 22. Januar 1993 Reinhard Göhner                                                      | FDP CSU CDU |
| Ministro da Nutrição, Agricultura e Defesa do Consumidor                                                      |           | Ignaz Kiechle (1930–2003) bis 21. Januar 1993               |         | CSU                      | Gottfried Haschke bis 22. Januar 1993 Wolfgang Gröbl Georg Gallus                                                                                                 | CDU CSU FDP |
| Ministro da Nutrição, Agricultura e Defesa do Consumidor                                                      |           | Jochen Borchert (* 1940) ab 21. Januar 1993                 |         | CDU                      | Gottfried Haschke bis 22. Januar 1993 Wolfgang Gröbl Georg Gallus                                                                                                 | CDU CSU FDP |
| Ministro do Trabalho e Relações Sociais                                                                       | zentriert | Norbert Blüm (* 1935)                                       |         | CDU                      | Horst Günther Horst Seehofer bis 6. Mai 1992 Rudolf Kraus | CDU CSU     |
| Ministro da Defesa                                                                                            | zentriert | Gerhard Stoltenberg (1928–2001) bis 1. April 1992           |         | CDU                      | Willy Wimmer bis 1. April 1992 Bernd Wilz ab 8. April 1992 Ottfried Hennig bis 1. April 1992 Ingrid Roitzsch 8. April 1992 bis 22. Januar 1993 Michaela Geiger    | CDU CSU     |
| Ministro da Defesa                                                                                            | zentriert | Volker Rühe (* 1942) ab 1. April 1992                       |         | CDU                      | Willy Wimmer bis 1. April 1992 Bernd Wilz ab 8. April 1992 Ottfried Hennig bis 1. April 1992 Ingrid Roitzsch 8. April 1992 bis 22. Januar 1993 Michaela Geiger    | CDU CSU     |
| Ministro da Família, Idosos, Mulheres e Juventude                                                             |           | Hannelore Rönsch (* 1942)                                   |         | CDU                      | Roswitha Verhülsdonk | CDU         |
| Ministro da Família, Idosos, Mulheres e Juventude                                                             | zentriert | Angela Merkel (* 1954)                                      |         | CDU                      | Peter Hintze bis 13. Mai 1992 Cornelia Yzer | CDU         |
| Ministro da Saúde                                                                                             | zentriert | Gerda Hasselfeldt (* 1950) bis 6. Mai 1992                  |         | CSU                      | Sabine Bergmann-Pohl | CDU         |
| Ministro da Saúde                                                                                             | zentriert | Horst Seehofer (* 1949) ab 6. Mai 1992                      |         | CSU                      | Sabine Bergmann-Pohl | CDU         |
| Ministro dos Transportes, Construção e Desenvolvimento das Cidades                                            | zentriert | Günther Krause (* 1953) bis 13. Mai 1993                    |         | CDU                      | Dieter Schulte bis 22. Januar 1993 Manfred Carstens Wolfgang Gröbl bis 22. Januar 1993 Wilhelm Rawe 17. Dezember 1992 bis 22. Januar 1993                         | CDU CSU CDU |
| Ministro dos Transportes, Construção e Desenvolvimento das Cidades                                            | zentriert | Matthias Wissmann (* 1949) ab 13. Mai 1993                  |         | CDU                      | Dieter Schulte bis 22. Januar 1993 Manfred Carstens Wolfgang Gröbl bis 22. Januar 1993 Wilhelm Rawe 17. Dezember 1992 bis 22. Januar 1993                         | CDU CSU CDU |
| Ministro do Meio Ambiente, Proteção da Natureza e Segurança Nuclear                                           | zentriert | Klaus Töpfer (* 1938)                                       |         | CDU                      | Bernd Schmidbauer bis 18. Dezember 1991 Paul Laufs 18. Dezember 1991 bis 21. Januar 1993 Bertram Wieczorek bis 31. Januar 1994 Ulrich Klinkert ab 4. Februar 1994 | CDU         |
| Ministro Postal e de Telecomunicações                                                                         | zentriert | Christian Schwarz-Schilling (* 1930) bis 17. Dezember 1992  |         | CDU                      | Wilhelm Rawe bis 17. Dezember 1992 Paul Laufs ab 22. Januar 1993                                                                                                  | CDU         |
| Ministro Postal e de Telecomunicações                                                                         | zentriert | Wolfgang Bötsch (* 1938) ab 22. Januar 1993                 |         | CSU                      | Wilhelm Rawe bis 17. Dezember 1992 Paul Laufs ab 22. Januar 1993                                                                                                  | CDU         |
| Ministro dos Transportes, Construção e Desenvolvimento das Cidades                                            | zentriert | Irmgard Schwaetzer (* 1942)                                 |         | FDP                      | Jürgen Echternach bis 22. Januar 1993 Joachim Günther | CDU FDP     |
| Ministro da Educação e Pesquisa                                                                               | zentriert | Heinz Riesenhuber (* 1935) bis 21. Januar 1993              |         | CDU                      | Bernd Neumann | CDU         |
| Ministro da Educação e Pesquisa                                                                               | zentriert | Matthias Wissmann bis 13. Mai 1993                          |         | CDU                      | Bernd Neumann | CDU         |
| Ministro da Educação e Pesquisa                                                                               |           | Paul Krüger (* 1950)                                        |         | CDU                      | Bernd Neumann | CDU         |
| Ministro da Educação e Ciência                                                                                | zentriert | Rainer Ortleb (* 1944) bis 4. Februar 1994                  |         | FDP                      | Norbert Lammert Torsten Wolfgramm bis 22. Januar 1993 | CDU FDP     |
| Ministro da Educação e Ciência                                                                                |           | Karl-Hans Laermann (* 1929) ab 4. Februar 1994              |         | FDP                      | Norbert Lammert Torsten Wolfgramm bis 22. Januar 1993 | CDU FDP     |
| Ministro para Cooperação e Desenvolvimento ab 22. Januar 1993: Wirtschaftliche Zusammenarbeit und Entwicklung | zentriert | Carl-Dieter Spranger (* 1939)                               |         | CSU                      | Hans-Peter Repnik Michaela Geiger bis 21. Januar 1993 | CDU CSU     |
| Ministro de Casos Especiais                                                                                   | zentriert | Rudolf Seiters (* 1937) bis 26. November 1991               |         | CDU                      | Lutz Stavenhagen bis 2. Dezember 1991 Bernd Schmidbauer ab 18. Dezember 1991 Anton Pfeifer                                                                        | CDU         |
| Ministro de Casos Especiais                                                                                   | zentriert | Friedrich Bohl (* 1945) ab 26. November 1991                |         | CDU                      | Lutz Stavenhagen bis 2. Dezember 1991 Bernd Schmidbauer ab 18. Dezember 1991 Anton Pfeifer                                                                        | CDU         |